# Football aux Jeux des îles de l'océan Indien 2011
Navigation
Édition précédente Édition suivante
Le football aux Jeux des îles de l'océan Indien 2011 est une des 12 épreuves des Jeux des îles de l'océan Indien se déroulant aux Seychelles. L'épreuve se dispute du 4 au 13 août et voit, pour la première fois, la victoire en finale des Seychelles aux tirs au but sur Maurice après un match nul un but partout dans le temps réglementaire puis après prolongation.

## Phase de groupe

### Groupe A
| Rang | Équipe     | Pts | J | G | N | P | Bp | Bc | Diff |
| ---- | ---------- | --- | - | - | - | - | -- | -- | ---- |
| 1    | Seychelles | 7   | 3 | 2 | 1 | 0 | 7  | 2  | +5   |
| 2    | Maurice    | 4   | 3 | 1 | 1 | 1 | 4  | 3  | +1   |
| 3    | Comores    | 2   | 3 | 0 | 2 | 1 | 2  | 4  | -2   |
| 4    | Maldives   | 2   | 3 | 0 | 2 | 1 | 4  | 8  | -4   |

| 4 août 2011 | Seychelles | 0 - 0   | Comores |                                                                 |                                                                 |
|             |            | (0 - 0) |         | Stade de l'Amitié, Praslin, Seychelles Arbitrage : Steeve Dubec | Stade de l'Amitié, Praslin, Seychelles Arbitrage : Steeve Dubec |
|             | Rapport    |         |         | Stade de l'Amitié, Praslin, Seychelles Arbitrage : Steeve Dubec | Stade de l'Amitié, Praslin, Seychelles Arbitrage : Steeve Dubec |

| 4 août 2011 | Maldives              | 1 - 1   | Maurice           |                                                                                |                                                                                |
|             | Mohamed Arif (en) 32e | (1 - 1) | 9e Fabrice Pithia | Stade de l'Amitié, Praslin, Seychelles Arbitrage : Jean-Pierre Rakotonjanahary | Stade de l'Amitié, Praslin, Seychelles Arbitrage : Jean-Pierre Rakotonjanahary |
|             | Rapport               |         |                   | Stade de l'Amitié, Praslin, Seychelles Arbitrage : Jean-Pierre Rakotonjanahary | Stade de l'Amitié, Praslin, Seychelles Arbitrage : Jean-Pierre Rakotonjanahary |

| 6 août 2011 | Seychelles                                       | 2 - 1   | Maurice            |                                                                    |                                                                    |
|             | Nelson Laurence (en) 1re · Achille Henriette 29e | (2 - 0) | 77e Fabrice Pithia | Stade Linité, Roche Caiman, Seychelles Arbitrage : Harouna Rassuhi | Stade Linité, Roche Caiman, Seychelles Arbitrage : Harouna Rassuhi |
|             | Rapport                                          |         |                    | Stade Linité, Roche Caiman, Seychelles Arbitrage : Harouna Rassuhi | Stade Linité, Roche Caiman, Seychelles Arbitrage : Harouna Rassuhi |

| 6 août 2011 | Maldives                                         | 2 - 2   | Comores                     |                                                                 |                                                                 |
|             | Ahmed Thoriq (en) 2e · Ibrahim Fazeel 44e (pen.) | (2 - 1) | 9e 54e Soulaimane Athoumane | Stade Linité, Roche Caiman, Seychelles Arbitrage : Steeve Dubec | Stade Linité, Roche Caiman, Seychelles Arbitrage : Steeve Dubec |
|             | Rapport                                          |         |                             | Stade Linité, Roche Caiman, Seychelles Arbitrage : Steeve Dubec | Stade Linité, Roche Caiman, Seychelles Arbitrage : Steeve Dubec |

| 9 août 2011 | Seychelles                                                                                 | 5 - 1   | Maldives           |                                                                    |                                                                    |
|             | Nelson Laurence (en) 16e · Don Annacoura 23e · Achille Henriette 62e · Alpha Baldé 75e 80e | (2 - 1) | 26e Ibrahim Fazeel | Stade Linité, Roche Caiman, Seychelles Arbitrage : Harouna Rassuhi | Stade Linité, Roche Caiman, Seychelles Arbitrage : Harouna Rassuhi |
|             | Rapport                                                                                    |         |                    | Stade Linité, Roche Caiman, Seychelles Arbitrage : Harouna Rassuhi | Stade Linité, Roche Caiman, Seychelles Arbitrage : Harouna Rassuhi |

| 9 août 2011 | Maurice                                | 2 - 0   | Comores |                                                                                |                                                                                |
|             | Fabrice Pithia 35e · Gurty Calembé 87e | (1 - 0) |         | Stade de l'Amitié, Praslin, Seychelles Arbitrage : Jean-Pierre Rakotonjanahary | Stade de l'Amitié, Praslin, Seychelles Arbitrage : Jean-Pierre Rakotonjanahary |
|             | Rapport                                |         |         | Stade de l'Amitié, Praslin, Seychelles Arbitrage : Jean-Pierre Rakotonjanahary | Stade de l'Amitié, Praslin, Seychelles Arbitrage : Jean-Pierre Rakotonjanahary |

### Groupe B
| Rang | Équipe     | Pts | J | G | N | P | Bp | Bc | Diff |
| ---- | ---------- | --- | - | - | - | - | -- | -- | ---- |
| 1    | Mayotte    | 4   | 2 | 1 | 1 | 0 | 3  | 1  | +2   |
| 2    | La Réunion | 3   | 2 | 1 | 0 | 1 | 2  | 3  | -1   |
| 3    | Madagascar | 1   | 2 | 0 | 1 | 1 | 2  | 3  | -1   |

| 4 août 2011 | Madagascar             | 1 - 1   | Mayotte             |                                                                    |                                                                    |
|             | Yvan Rajoarimanana 36e | (1 - 1) | 42e Assani Soihirin | Stade de l'Amitié, Praslin, Seychelles Arbitrage : Bernard Camille | Stade de l'Amitié, Praslin, Seychelles Arbitrage : Bernard Camille |
|             | Rapport                |         |                     | Stade de l'Amitié, Praslin, Seychelles Arbitrage : Bernard Camille | Stade de l'Amitié, Praslin, Seychelles Arbitrage : Bernard Camille |

| 6 août 2011 | La Réunion                           | 2 - 1   | Madagascar             |                                                                            |                                                                            |
|             | Mamoudou Diallo 50e · Eric Farro 81e | (0 - 1) | 22e Yvan Rajoarimanana | Stade Linité, Roche Caïman, Seychelles Arbitrage : Rajindraparsad Seechurn | Stade Linité, Roche Caïman, Seychelles Arbitrage : Rajindraparsad Seechurn |
|             | Rapport                              |         |                        | Stade Linité, Roche Caïman, Seychelles Arbitrage : Rajindraparsad Seechurn | Stade Linité, Roche Caïman, Seychelles Arbitrage : Rajindraparsad Seechurn |

| 8 août 2011 | Mayotte                                        | 2 - 0   | La Réunion |                                                                        |                                                                        |
|             | Saïd Yazidou 56e · Lihariti-Abdou Antoissi 78e | (0 - 0) |            | Stade Linité, Roche Caïman, Seychelles Arbitrage : Ali Mohamed Adelaïd | Stade Linité, Roche Caïman, Seychelles Arbitrage : Ali Mohamed Adelaïd |
|             | Rapport                                        |         |            | Stade Linité, Roche Caïman, Seychelles Arbitrage : Ali Mohamed Adelaïd | Stade Linité, Roche Caïman, Seychelles Arbitrage : Ali Mohamed Adelaïd |

## Tour final

### Demi-finales
Les Seychelles se qualifient grâce à un but de Karl Hall dans la prolongation. Maurice doit attendre la séance des tirs au but pour atteindre la finale dans l'autre rencontre l'opposant à Mayotte, marquée par le tir sur la transversale de Gurty Calembé à la 5e minute, les deux équipes n'arrivant pas à se départager. Maurice se qualifie cinq tirs au but à quatre, le gardien Ivahn Marie-Josée stoppant la tentative du Mahorais Ridjali Souffou.
| 11 août 2011 | Seychelles                 | 2 - 1 ap              | La Réunion |                                                               |                                                               |
|              | Nibourette 77e · Hall 118e | (0 - 0, 1 - 1, 1 - 1) | 64e Farro  | Stade Linité, Roche Caiman, Seychelles Arbitrage : Ali Saleem | Stade Linité, Roche Caiman, Seychelles Arbitrage : Ali Saleem |

| 11 août 2011 | Mayotte           | 0 - 0 ap 4 - 5 t. a. b. | Maurice |                                                                        |                                                                        |
|              |                   | (0 - 0, 0 - 0, 0 - 0)   |         | Stade Linité, Roche Caiman, Seychelles Arbitrage : Ali Mohamed Adelaïd | Stade Linité, Roche Caiman, Seychelles Arbitrage : Ali Mohamed Adelaïd |
|              | Tirs au but 4 - 5 |                         |         | Stade Linité, Roche Caiman, Seychelles Arbitrage : Ali Mohamed Adelaïd | Stade Linité, Roche Caiman, Seychelles Arbitrage : Ali Mohamed Adelaïd |

### Match pour la3eplace
| 13 août 2011 | La Réunion              | 1 - 0   | Mayotte |                                                                                |                                                                                |
|              | Mohamed El-Madaghri 75e | (0 - 0) |         | Stade Linité, Roche Caïman, Seychelles Arbitrage : Jean-Pierre Rakotonjanahary | Stade Linité, Roche Caïman, Seychelles Arbitrage : Jean-Pierre Rakotonjanahary |
|              | Rapport                 |         |         | Stade Linité, Roche Caïman, Seychelles Arbitrage : Jean-Pierre Rakotonjanahary | Stade Linité, Roche Caïman, Seychelles Arbitrage : Jean-Pierre Rakotonjanahary |

### Finale
| 13 août 2011 | Seychelles        | 1 - 1 ap 4 - 3 t. a. b. | Maurice         |                                                                                      |                                                                                      |
| | Kevin Betsy 16e   | (1 – 0, 1 – 1, 1 – 1) | 60e Jerry Louis | Stade Linité, Roche Caïman, Seychelles Spectateurs : 10 000 Arbitrage : Steeve Dubec | Stade Linité, Roche Caïman, Seychelles Spectateurs : 10 000 Arbitrage : Steeve Dubec |
| | Rapport           | |                 | Stade Linité, Roche Caïman, Seychelles Spectateurs : 10 000 Arbitrage : Steeve Dubec | Stade Linité, Roche Caïman, Seychelles Spectateurs : 10 000 Arbitrage : Steeve Dubec |
| | Tirs au but 4 - 3 | |                 | Stade Linité, Roche Caïman, Seychelles Spectateurs : 10 000 Arbitrage : Steeve Dubec | Stade Linité, Roche Caïman, Seychelles Spectateurs : 10 000 Arbitrage : Steeve Dubec |
| Nelson Sopha (Vincent Euphrasie 28e ) — Nigel Freminot, Jones Jourbert, Allen Larue — Jonathan Bibi, Achille Henriette ( 5e), Henny Dufrenne, Karl Hall(Trevor Poiret 68e ), Alex Nibourette — Don Acoura (c) ( 104e) — Kevin Betsy · Entraîneur : Ralph Jean-Louis. | Équipes           | Ivahn Marie-Josée (c)- Chandrayah Veeranah ( 67e), Bruno Ravina, Joye Estazie, Jimmy Cundasamy - Fabien Pithia ( 118e), Stephane Badul(Colin Bell 76e ), Jonathan Bru, Fabrice Pithia(Andy Sophie 114e ) – Jerry Louis(Gurty Calembé 63e ), Kervin Godon · Entraîneur : Akbar Patel. |                 | Stade Linité, Roche Caïman, Seychelles Spectateurs : 10 000 Arbitrage : Steeve Dubec | Stade Linité, Roche Caïman, Seychelles Spectateurs : 10 000 Arbitrage : Steeve Dubec |